# 仁川自由公園
仁川自由公園 ( インチョンチャユコンウォン、인천 자유공원) は、大韓民国の仁川広域市中区にある公園である。大韓民国で最初の西欧式公園であり、仁川駅と仁川チャイナタウンが周辺にある。鷹鳳山の全域と一体になっている。
1889年ごろ、仁川にあった外国人居留地に、外国人のための公園として万国公園と名づけ開設された。日本統治時代には西公園と呼ばれたが、大韓民国独立後に再び万国公園の名に戻った。1957年に自由公園と改称された。
1957年に仁川上陸作戦を記念するために、当時の国連軍司令官であった マッカーサーの銅像が、公園の東寄りに立てられた。頂上の広場からは仁川の市街地、仁川港や黄海を望むことができ、沈む夕日がよく見える名所として知られている。

## 公園内の施設
- 韓米修交百周年記念塔
- マッカーサー将軍像
- 6.25学徒義勇隊慰霊塔
- 済物浦倶楽部 (元・仁川文化院)
- 仁川気象台
- 石汀楼 (ソッチョンヌ)
- 然吾亭 (ヨノジョン)

## 写真

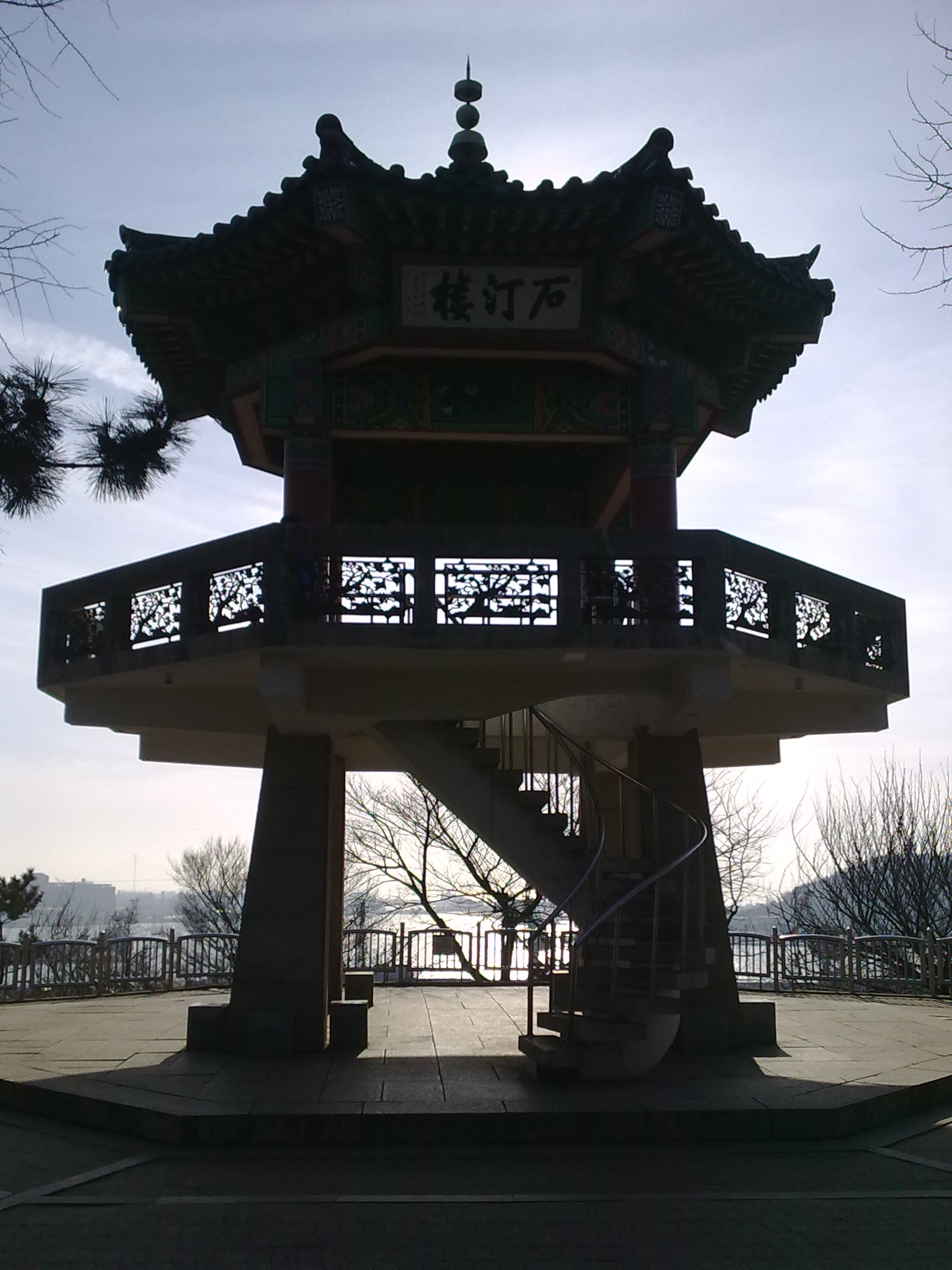
石汀楼

## 参考資料
- 『これが韓国最初』 キム・ウンシク、1995年、三文
- 『全国旅行スーパー情報』 イム・ヒョンカク、2002年、教学社

座標: 北緯37度28分32.2秒 東経126度37分19.1秒 / 北緯37.475611度 東経126.621972度